# Yatarō Iwasaki
Yatarō Iwasaki (jap. 岩崎 弥太郎 Iwasaki Yatarō; ur. 9 stycznia 1835; zm. 7 lutego 1885) – japoński finansista i transportowiec. 
W październiku 1870 roku założył kompanię transportową Tsukomo Shōkai, która przekształciła się w 1873 roku w firmę Mitsubishi – Mitsubishi Shōkai (jap. 三菱商会). 
Zmarł na raka żołądka w wieku 50 lat, a jego następcą i głową rodzinnej firmy został najpierw jego brat, Yanosuke, a później jego syn, Hisaya.